# James Bissett
James Bissett (1760 – 1824) è stato un ammiraglio britannico, distintosi nel corso delle guerre napoleoniche come captain al comando dei vascelli da 74 cannoni Venerable, Courageoux, Danmark e di quello da 100 cannoni Royal Sovereign.

## Biografia

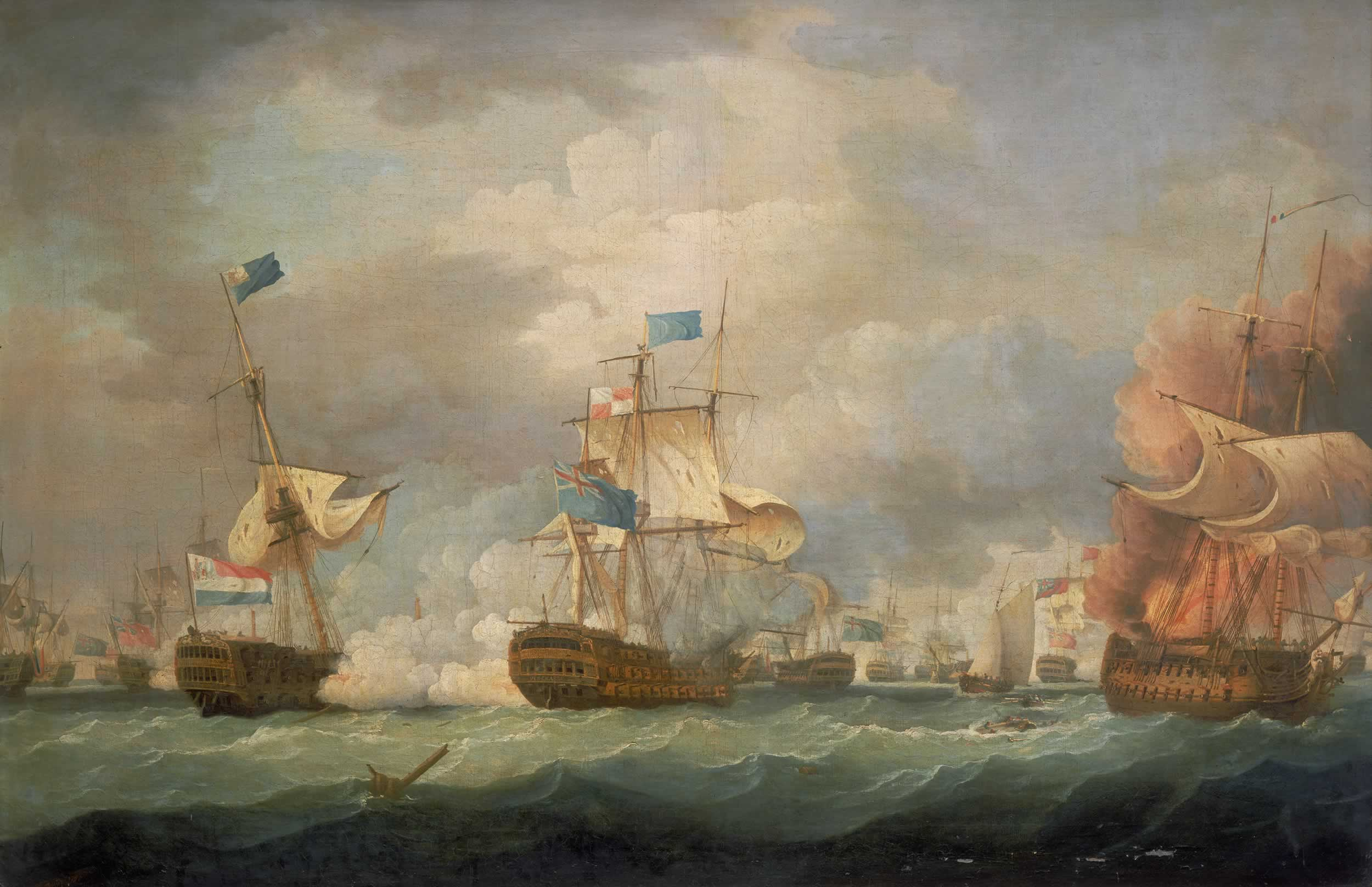
Il vascello HMS Venerable (al centro) durante la battaglia di Camperdown

Nacque nel 1760, terzo figlio del capitano Thomas Bisset (1722–1763) e di sua moglie Janet McArthur. Il padre, amico e alleato del capitano James Cook, morì nel 1763 quando lui aveva solo tre anni si pensa che andò a vivere con i cugini a Edimburgo. 
Si arruolò nella Royal Navy nel 1771 come paggio del captain John Bentinck imbarcandosi sul vascello da 74 cannoni Centaur, una nave utilizzata come guardiaporto a Portsmouth. Nell'ottobre 1773 era presente quando Bentinck intrattenne Benjamin Franklin a bordo del vascello e dimostrò come poter calmare il moto ondoso dell'acqua versandovi sopra dell'olio.
Si unì alla Wasp, uno sloop al comando del tenente Richard Blight, nel 1775 e rimase con questa nave fino a quando non fu nominato tenente il 10 febbraio 1778, per poi trasferirsi, come quinto ufficiale, sulla Elizabeth sotto gli ordini del captain Frederick Lewis Maitland. Nel 1767 Maitland ne aveva sposato la cugina di primo grado Margaret Louisa Dick di Edimburgo.
Il 22 dicembre 1790 assunse il comando dello sloop Swallow da 16 cannoni, passando, il 16 novembre 1791, a quello dello sloop Falcon da 14 cannoni, di stanza in Giamaica, incarico che lasciò il 24 ottobre 1794.  Nel 1793, con la Falcon, entrò in azione nel Canale della Manica, catturando diverse navi corsare francesi, tra cui il Le Jean Bart da 6 cannoni al largo dell'isola di Scilly. Promosso post captain nell'ottobre 1794, nel settembre dell'anno successivo assunse il comando del vascello da 74 cannoni Venerable. Nel luglio 1796 fu trasferito al comando della fregata Janus, una unità ex olandese, che lasciò nel 1797. Il 23 dicembre 1805, come parte del collegio giudicante, prese parte alla corte marziale che giudicò il comportamento dell'ammiraglio Sir Robert Calder nel corso della battaglia dei Quindici-Venti. Tra il 1807 e il 1808 fu al comando del vascello da 74 cannoni Courageoux, tra il dicembre 1808 e il 1811, e il 1811 e il settembre 1812, del vascello da 74 cannoni Danmark. Tra l'ottobre 1812 e il dicembre 1813 fu al comando del vascello da 100 cannoni Royal Sovereign, allora nave di bandiera dell'ammiraglio Lord George Keith Elphinstone. Fu promosso contrammiraglio del blu il 4 dicembre 1813, e del bianco il 4 giugno 1814, quando lasciò il servizio attivo. Si spense nel 1824, e il suo corpo fu poi tumulato nel cimitero di New Calton, a Edimburgo. Lasciava la moglie, in quanto la coppia non ebbe figli.

### Annotazioni
1. ↑  Che fu nave ammiraglia del viceammiraglio Adam Duncan operante nel Mare del Nord, e partecipò alla battaglia di Camperdown.

### Fonti
1. 1 2 3 4 5  Tree Decks.
2. 1 2 3 4 5  Captaincooksociety.
3. ↑  (EN) Joost Mertens, Oil on troubled waters: Benjamin Franklin and the honor of Dutch Seamen, in Physics Today, vol. 59, n. 1, 2006,  pp. 36-41, Bibcode:2006PhT....59a..36M, DOI:10.1063/1.2180175.
4. 1 2 3 4 5 6  Marshall 1823, p. 608.